# Trofeo ZSŠDI 2009
Il Trofeo ZSŠDI 2009, trentatreesima edizione della corsa e valida come evento dell'UCI Europe Tour 2009 categoria 1.2, si svolse il 1º marzo 2009 su un percorso di 138,5 km. Fu vinta dal croato Tomislav Dančulović che giunse al traguardo con il tempo di 3h30'39", alla media di 39,449 km/h.
Partenza con 181 ciclisti di cui 59 tagliarono il traguardo.

## Ordine d'arrivo (Top 10)
| Pos. | Corridore           | Squadra           | Tempo    |
| ---- | ------------------- | ----------------- | -------- |
| 1    | Tomislav Dančulović | Loborika          | 3h30'39" |
| 2    | Esad Hasanović      | Serbia            | a 6"     |
| 3    | Gianluca Brambilla  | Zalf-Désirée-Fior | a 54"    |
| 4    | Marko Kump          | Adria Mobil       | a 59"    |
| 5    | David Tratnik       | Radenska          | s.t.     |
| 6    | Maciej Paterski     | Marchiol          | a 1'02"  |
| 7    | Matteo Busato       | Fausto Coppi      | s.t.     |
| 8    | Mitja Mahorič       | Radenska          | s.t.     |
| 9    | Alessio Signego     | Adria Mobil       | s.t.     |
| 10   | Robert Vrečer       | Adria Mobil       | s.t.     |